# Винтовка Бомона
Винтовка Бомо́на (нидерл. Beaumontgeweer, офиц. Geweer M71/88)  — система оружия Бомон (Beaumon), запирающегося с казённой части, принята в Голландии с 1871 года, голландская винтовка, разработанная маастрихтским оружейником Эдуардом де Бомоном на базе французской винтовки Шасспо. 
В 1888 году на базе однозарядной винтовки Бомона была принята на вооружение усовершенствованная магазинная винтовка системы Витали, оружие получило название винтовка Бомона-Витали (за рубежом известная как Beaumont-Vitali M1888).

## История
Однозарядная винтовка Бомона была принята на вооружение Королевской армии Нидерландов и Королевской голландской ост-индской армии в 1871 году. В 1888 году на вооружение стала поступать усовершенствованная магазинная винтовка. Система Бомона своим скользящим затвором очень напоминает винтовку системы Гра и служила ей прототипом. Гра многое позаимствовал из винтовки Бомона для своей системы. Производством винтовок занимались мастерская Бомонта в Маастрихте, фабрика Симсона, Гёбеля и Бормюллера в Зуле, фабрика Петруса Стивенса в Делфте.
Винтовка Бомона образца 1871 года была отправлена голландским правительством на сравнительные испытания для Комитета вооружения Армии США, но показала неудовлетворительные результаты, — помимо сильной отдачи и низкой кучности боя ствол винтовки оказался непригодным для дальнейшей эксплуатации после ста выстрелов (6—8 гран нагара с одного выстрела, около грамма порохового нагара в канале ствола после ста выстрелов без чистки, что в два-три раза превышало по массе и толщине нагар от стрельбы других винтовок), кроме того были превышены требования по массе как самой винтовки и патронов к ней.
| Выстрел №       | 1   | 2   | 3   | 4   | 5   |
| --------------- | --- | --- | --- | --- | --- |
| Отклонение (мм) | 554 | 414 | 419 | 305 | 394 |

Впоследствии, винтовка также экспонировалась на Всемирной выставке 1876 года в Филадельфии.
С 1895 года началось перевооружение голландских войск на новые винтовки. В 1907 году винтовки Бомона обеих моделей были сняты с вооружения голландских войск.

## Сравнительная характеристика
|              |               |                           | Комитетом вооружения Армии США     | Комитетом вооружения Армии США     | Комитетом вооружения Армии США     | Комитетом вооружения Британской Армии | Комитетом вооружения Британской Армии | Комитетом вооружения Британской Армии | Комитетом вооружения Британской Армии | Комитетом вооружения Британской Армии | Комитетом вооружения Британской Армии | Комитетом вооружения Британской Армии | Комитетом вооружения Британской Армии | Комитетом вооружения Британской Армии | Комитетом вооружения Британской Армии | Комитетом вооружения Британской Армии |
| ------------ | ------------- | ------------------------- | ---------------------------------- | ---------------------------------- | ---------------------------------- | ------------------------------------- | ------------------------------------- | ------------------------------------- | ------------------------------------- | ------------------------------------- | ------------------------------------- | ------------------------------------- | ------------------------------------- | ------------------------------------- | ------------------------------------- | ------------------------------------- |
| Винтовка     | Винтовка      | Винтовка                  | Среднее абсолютное отклонение (мм) | Среднее абсолютное отклонение (мм) | Среднее абсолютное отклонение (мм) | Скорость пули (м/сек)                 | Скорость пули (м/сек)                 | Скорость пули (м/сек)                 | Скорость пули (м/сек)                 | Скорость пули (м/сек)                 | Высота траектории (м)                 | Высота траектории (м)                 | Высота траектории (м)                 | Высота траектории (м)                 | Масса (г)                             | Масса (г)                             |
| Винтовка     | Винтовка      | Винтовка                  | 457 м                              | 731,5 м                            | 960 м                              | 0                                     | 460                                   | 910                                   | 1400                                  | 1800                                  | 460                                   | 910                                   | 1400                                  | 1800                                  | пороха                                | пули                                  |
| однозарядная | Пибоди        | США                       | 424                                | выбыли из испытаний                | выбыли из испытаний                | нет данных                            | нет данных                            | нет данных                            | нет данных                            | нет данных                            | нет данных                            | нет данных                            | нет данных                            | нет данных                            | нет данных                            | нет данных                            |
| однозарядная | Грина         | США                       | 503                                | выбыли из испытаний                | выбыли из испытаний                | нет данных                            | нет данных                            | нет данных                            | нет данных                            | нет данных                            | нет данных                            | нет данных                            | нет данных                            | нет данных                            | нет данных                            | нет данных                            |
| однозарядная | Мартини-Генри |                           | 261                                | 510                                | 856                                | 401                                   | 265                                   | 202                                   | 155                                   | 119                                   | 2,9                                   | 14,6                                  | 44,8                                  | 109                                   | 5,5                                   | 31                                    |
| однозарядная | Бердана       | Российская империя        | 325                                | 678                                | 1859                               | 440                                   | 266                                   | 197                                   | 145                                   | 108                                   | 2,4                                   | 14,3                                  | 46,2                                  | 118,5                                 | 5                                     | 24                                    |
| однозарядная | Бомона        | Голландская империя       | 416                                | выбыли из испытаний                | выбыли из испытаний                | нет данных                            | нет данных                            | нет данных                            | нет данных                            | нет данных                            | нет данных                            | нет данных                            | нет данных                            | нет данных                            | 4,5                                   | 22                                    |
| магазинная   | Веттерли      | Швейцария                 | 574                                | выбыли из испытаний                | выбыли из испытаний                | 440                                   | 255                                   | 181                                   | 129                                   | 93                                    | 2,6                                   | 15,9                                  | 53,7                                  | 143,2                                 | 4                                     | 20                                    |
| однозарядная | Верндля       | Австро-Венгерская империя | «дикое»                            | выбыли из испытаний                | выбыли из испытаний                | 439                                   | 260                                   | 190                                   | 137                                   | 100                                   | 2,5                                   | 15                                    | 49,6                                  | 129,8                                 | 5                                     | 24                                    |

## Боевое применение
Винтовка применялась голландскими королевскими и колониальными войсками для завоевания заморских территорий и усмирения непокорного туземного населения.
|  |  |

## Эксплуатанты
Помимо голландских королевских и колониальных войск, винтовка находилась на вооружении следующих военных формирований:
- Армия ЮАР
- Армия Оранжевой республики
- Капские ополченцы

## Музейные экспонаты
Сохранившиеся экземпляры винтовок хранятся в качестве экспонатов в музеях и частных коллекциях:
- Национальный военный музей Нидерландов
- Тульский государственный музей оружия